# Schütting
Lo Schütting è l'edificio dei mercanti di Brema, un tempo sede della corporazione e negozio di alimentari dei mercanti e dal 1849 sede della Camera di Commercio di Brema. È stato dichiarato edificio storico nel 1973. 
Si trova sul lato sud della piazza del mercato di Brema, di fronte al municipio.

## Il nome Schütting

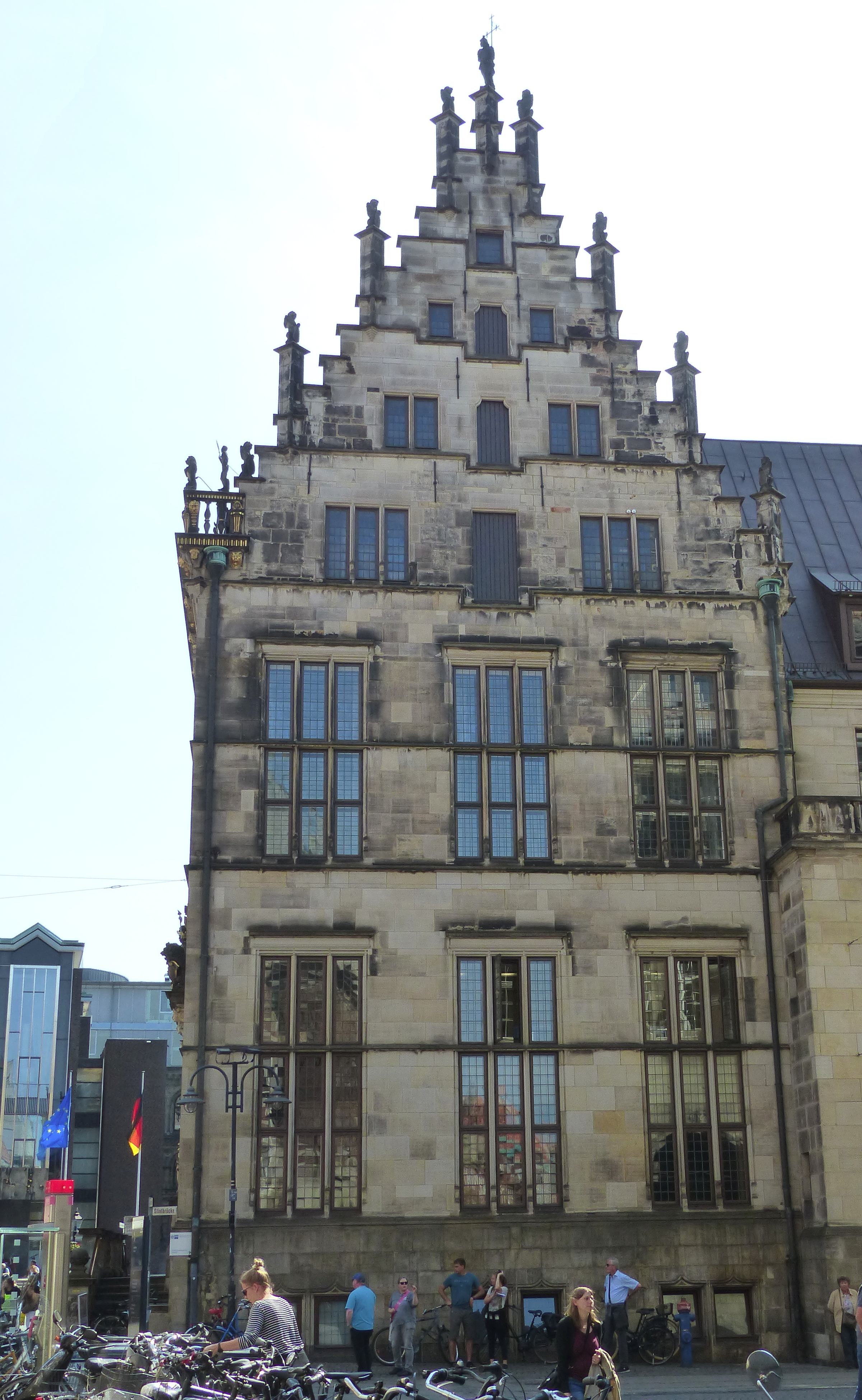
Il frontone ovest del 1537/1538 ha ancora caratteristiche tardo gotiche. Al posto della finestra del mezzanino centrale, inizialmente c'era un portale incorniciato da un porticato cieco con un'ampia rampa di scale diritta.

Le case delle corporazioni denominate Schütting esistono o esistevano nel Bergen norvegese (Scotting) così come a Lubecca, Lüneburg, Oldenburg (dal 1604), Osnabrück e Rostock. Erano utilizzate non solo per eventi e funzioni amministrative, ma anche come alloggio per mercanti stranieri. Il nome è probabilmente correlato al verbo del basso tedesco schütten, inschütten = "proteggere".

## Prime case delle corporazioni e politica

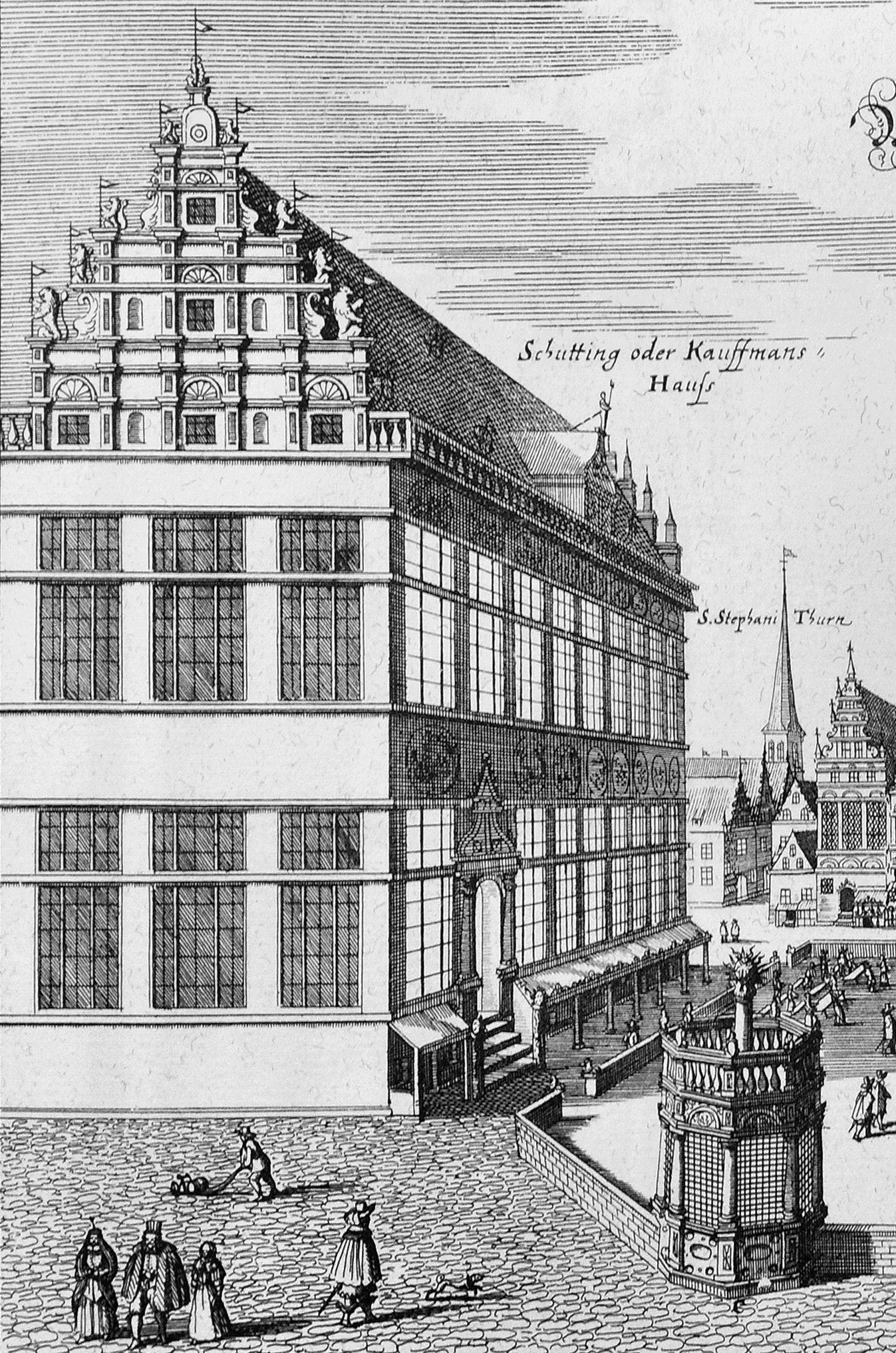
Schütting intorno al 1641

Prima della costruzione dell'attuale Schütting, i mercanti di Brema usarono, una dopo l'altra, due case private come sede delle corporazioni. Acquistarono la prima nel 1425. Era all'angolo tra Langenstrasse e Hakenstrasse. Tuttavia, il municipio sulla piazza del mercato era stato costruito 15 anni prima. Gli Elterleute des Kaufmanns ("genitori di Brema") volevano essere presenti sulla piazza del municipio, che comprendeva sempre più commercianti, ma per lungo tempo principalmente proprietari terrieri. Questo fu il motivo per cui vendettero nuovamente la casa in Langenstrasse, nel 1444, e nello stesso anno acquistarono una casa sulla proprietà dell'odierno Schütting, che in precedenza era appartenuta alla famiglia Hemeling, rappresentata nel consiglio, che possedeva altre case sulla piazza del mercato. Si trovava di fronte all'allora nuovo municipio tra piazza del Mercato e Balge. Si chiamava Schütting già nel 1444. Nel 1451 i "genitori" si dotarono di nuovi statuti e poterono quindi partecipare più intensamente alla politica. La proprietà dello Schütting fu ampliata nel 1513 con l'acquisto di cinque botteghe confinanti. Durante la rivolta dei 104 uomini, i "genitori" dovettero cedere lo Schütting alla città. I Centoquattro assunsero anche la gestione delle boe nel basso Weser. Dalla sconfitta dei Centoquattro, i genitori ne uscirono rafforzati.

## Nuova costruzione dello Schütting
Ora i mercanti di Brema avevano la loro sede della corporazione, più moderna e più grande, costruita dal costruttore di Anversa Johann den Buschener dal 1537 al 1538. Ci furono speculazioni sul motivo del contratto fatto con un artigiano esterno, che non dovrebbe essere stato un personaggio famoso nella sua professione, poiché ricevette solo circa un terzo di quanto normalmente percepito dai costruttori di Brema. Il design artistico delle facciate andò alle lunghe per motivi finanziari. Solo il frontone a gradini sul lato ovest venne creato dallo stesso Buschener, stilisticamente al confine tra il tardo gotico il rinascimentale. Tre porte al centro del piano e una quarta al di sopra, da cui pendeva la gru, ricordano l'uso dei tre piani sottotetto come deposito. Anche il portale sulla piazza del mercato fu completato nel 1538. Non era ancora al centro, ma nel secondo asse della finestra da sinistra, e aveva una rampa di scale diritta che scendeva verso la piazza. Su entrambi i lati c'era un basso porticato antistante il seminterrato, probabilmente utilizzato per le bancarelle. Il frontone est venne creato dallo scalpellino di Brema Karsten Husmann nel 1565. Incarna il più puro stile rinascimentale. Il progetto della facciata sulla piazza del mercato, tramandato in illustrazioni, risale agli anni novanta del Cinquecento. Lüder von Bentheim fu almeno coinvolto come fornitore dell'arenaria. Lievi irregolarità nella spaziatura degli assi delle finestre lasciano aperta la misura dell'edificio precedente demolito. Dal 1595 la facciata sulla piazza del mercato aveva sette cornici continue, una delle quali divideva orizzontalmente le aperture delle finestre dei due piani principali. C'era un medaglione sopra ogni finestra che dava sulla piazza.
Al di sopra dell'asse centrale della finestra, che all'epoca era ancora privo di porte, il tetto era provvisto dell'abitazione ancora esistente (o restaurata), il cui timpano riprende la forma tardogotica dell'arco inflesso. Anche i sei abbaini distribuiti su due altezze sul tetto spiovente hanno questa forma. Quando vennero creati, formarono la controparte di sei abbaini distribuiti in modo simile a forma di arco inflesso sul pendio del tetto del municipio.

## Conversioni

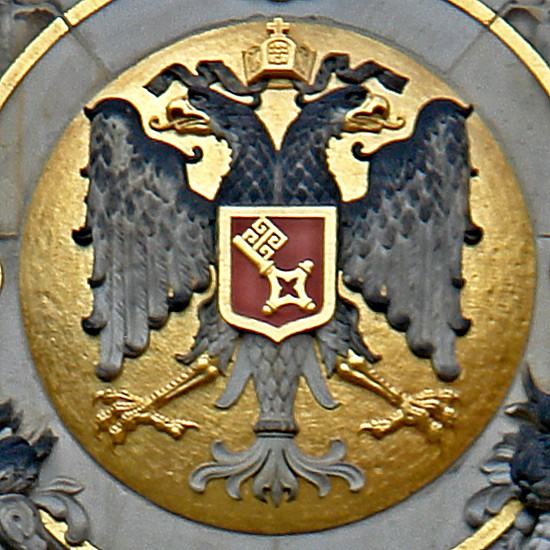
Lo stemma dei mercanti di Brema nel frontone decorativo del portale d'ingresso

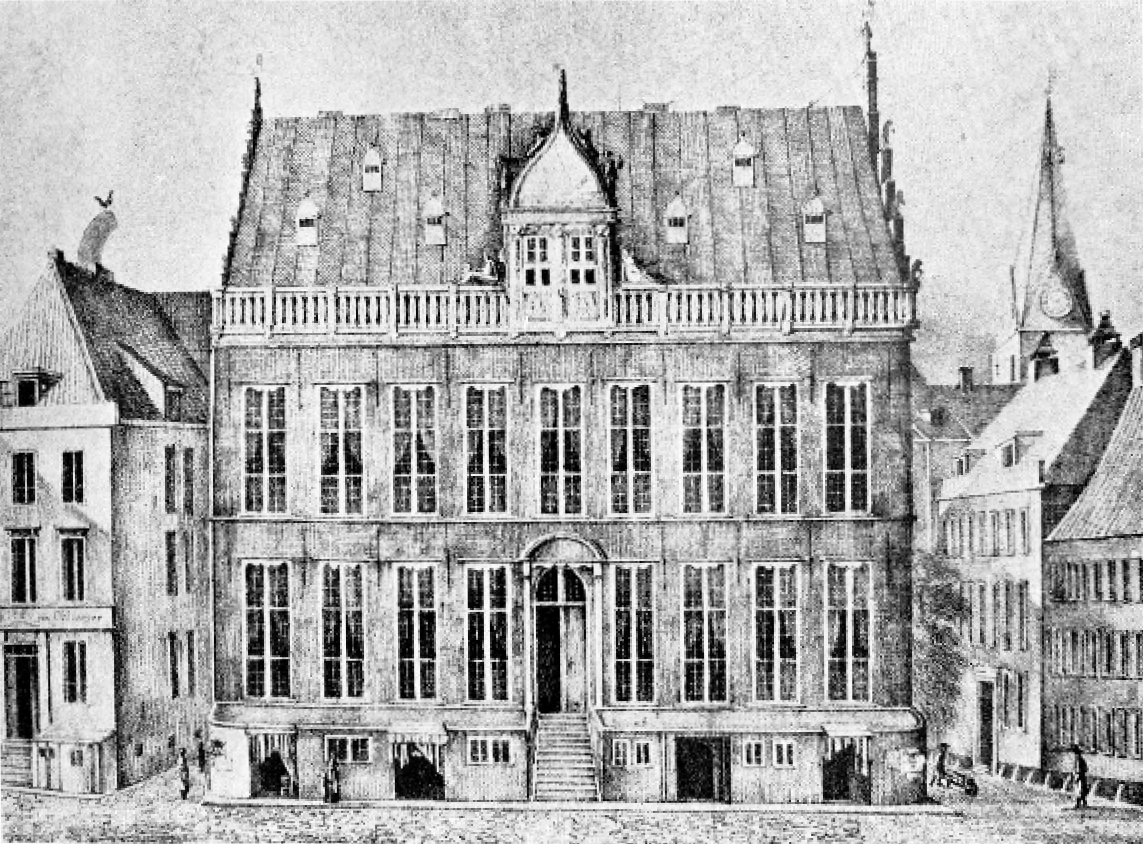
Schütting con una semplice facciata barocca del 1756, litografia 1830

Nel XVIII secolo, Teofilo Wilhelm Freese spostò l'ingresso al centro nel 1756. All'inizio era semplicemente incorniciato e di nuovo aveva solo una singola rampa di scale. I medaglioni sopra le finestre scomparvero e rimasero solo tre delle cornici continue, sotto ogni fila di finestre e sotto la grondaia.
A metà del XIX secolo le botteghe in cui era stata trasformata la galleria furono rimosse. Questo creò lo spazio per una doppia rampa di scale.
Nel complesso, il semplice design della facciata, che è stato creato in epoca barocca, è stato mantenuto fino alla fine del XIX secolo. La Camera di Commercio, come ente successore della corporazione dei mercanti, voleva un maggiore splendore. L'ingresso, con un pomposo portale neobarocco, fu progettato da Max Salzmann ed eseguito da Ernst Ehrhardt. La piattaforma antistante venne allargata alla larghezza dell'asse di una finestra a tre e le due ali della scala vennero spostate di conseguenza. Gran parte del rivestimento in arenaria venne rinnovato. Vennero poi restaurate le cornici che dividevano le cavità delle finestre fino al 1756. Come innovazione, vennero inseriti cartigli cesellati sopra le finestre al piano terra e frontoni ornamentali sopra quelle al primo piano.
Sul portale principale venne inserita una iscrizione in basso tedesco sopra l'arco a tutto sesto nel 1899:

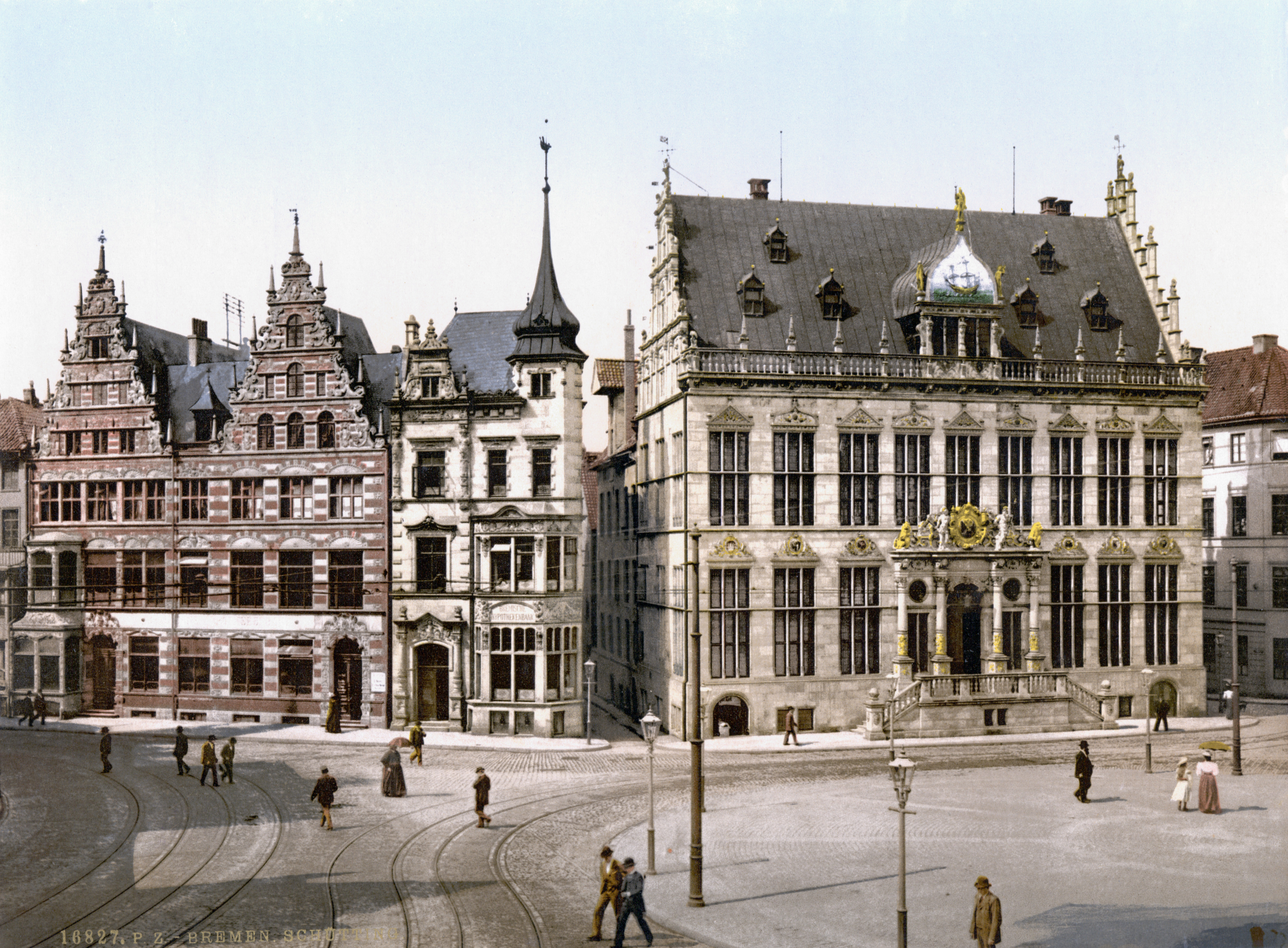
Schütting intorno al 1900

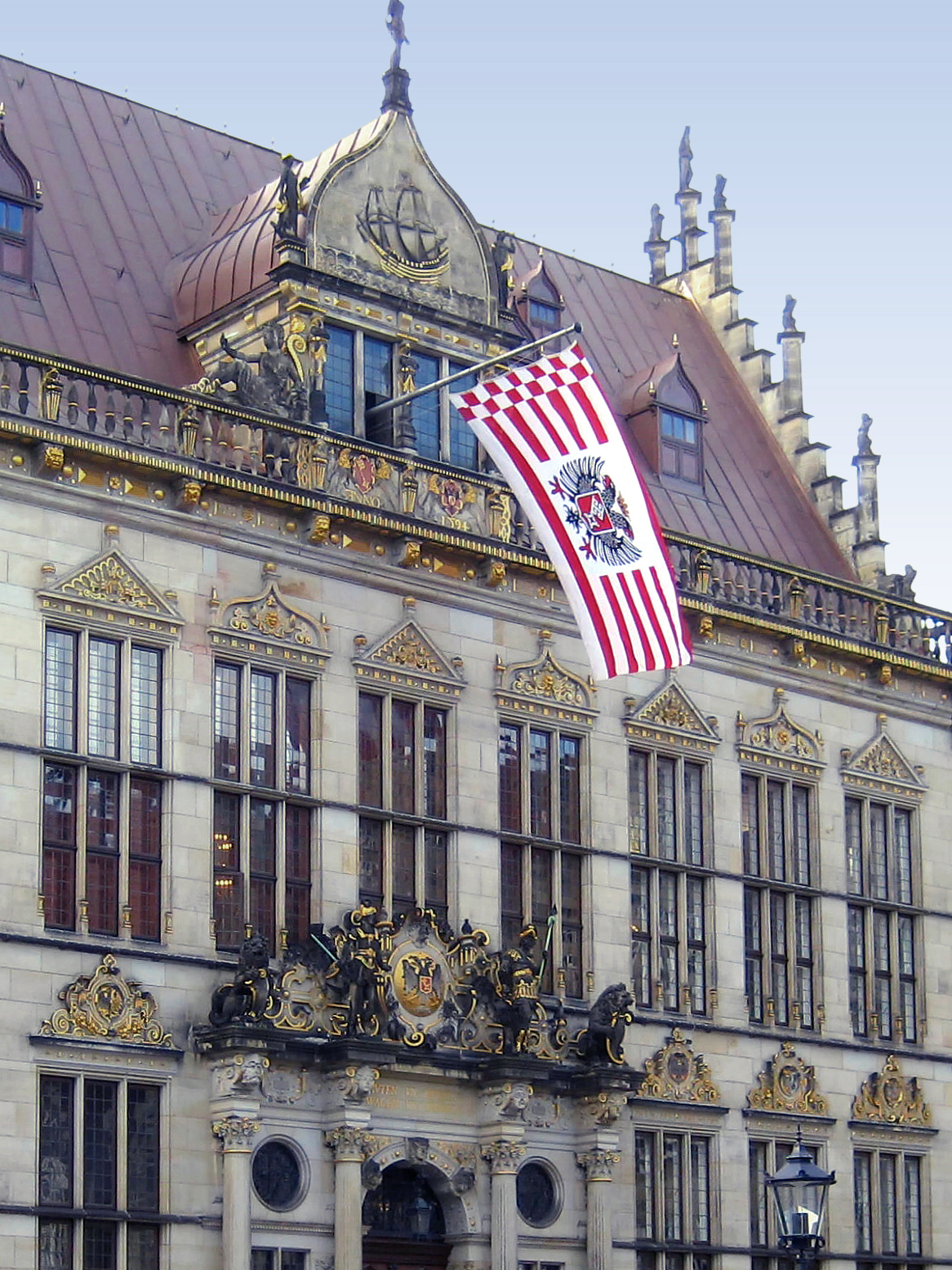
Vista parziale del prospetto sulla piazza del mercato (2011): timpano con decorazione a bandiera (bandiera di Brema con stemma mercantile della città), sotto il frontone decorativo del portale d'ingresso (con stemma mercantile)

Nella città anseatica di Brema e oltre, i mercanti dovevano osare e vincere. Questo motto ("fuori e dentro - sfida e vinci ”) dei mercanti di Brema proviene dal sindaco Otto Gildemeister (1823–1902).
L'edificio con i suoi splendidi interni e preziosi arredi andò distrutto dal fuoco, innescato da un bombardamento, il 6 ottobre 1944 lasciando in piedi soltanto i muri perimetrali. Quando la ricostruzione fu completata, nel 1956, il frontone fu ripristinato nella sua vecchia forma, eliminando gli abbaini sul lato della piazza del mercato, mentre l'interno fu ridisegnato. Già nel 1951 la Camera di Commercio poté riprendere l'attività al pianterreno dello Schütting. Nei successivi cinque anni, una seconda fase costruttiva provvide al rifacimento delle stanze del primo piano. Nel 2009 la facciata e il tetto in rame sono stati restaurati assieme agli abbaini. L'azienda Johann Osmers è stata premiata per questo lavoro nel contesto del Premio per la conservazione dei monumenti di Brema 2010.

## Uso
Dal 1451, con l'ordinanza del 10 gennaio 1451, entrò in vigore un regolamento sui rapporti tra i mercanti e la municipalità. Questa data è considerata quella di nascita della Camera di Commercio di Brema, che fino al 1849 era conosciuta come "Collegium Seniorum". Da allora la Camera di Commercio ha assunto la rappresentanza dei commercianti.
La prima caffetteria nell'area di lingua tedesca fu costruita a Brema nel 1673, anche se in quale luogo esattamente non è documentato. Potrebbe essere stata nello Schütting o in una delle case circostanti sulla piazza del mercato. Dal 1679 c'era una caffetteria documentata sulla facciata principale dello Schütting. 
Lo Schütting è ancora la sede dei mercanti e della Camera di Commercio di Brema. Il tradizionale Club zu Bremen ha le sue stanze nel seminterrato.

## Bibliografia

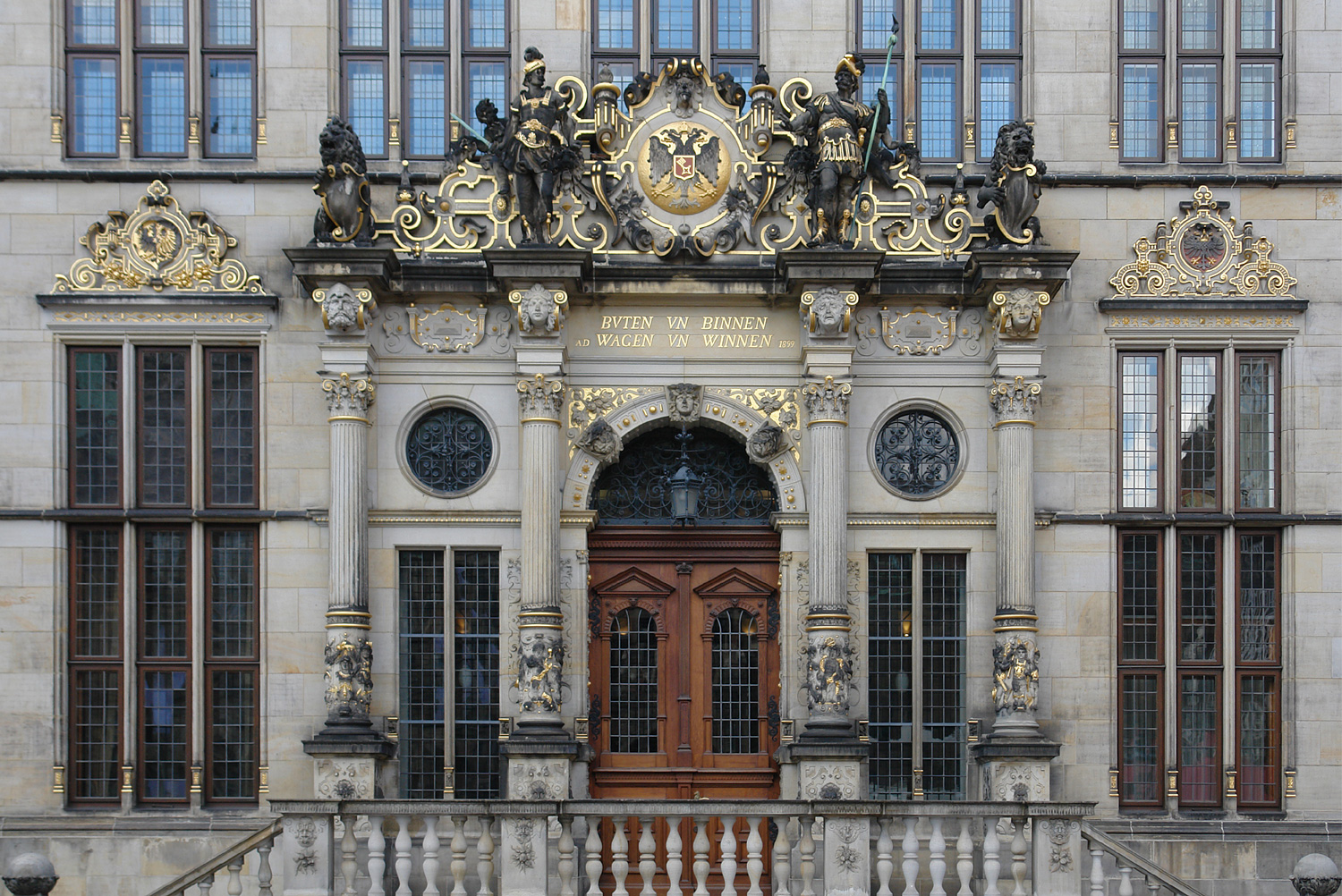
Portale del 1896